# Francesco Pignatelli (cardinal)
Francesco Pignatelli (né le 6 février 1652 à Senise, dans l'actuelle province de Potenza, en Basilicate, alors dans le royaume de Naples et mort le 5 décembre 1734 à Naples) est un cardinal italien du XVIIIe siècle.

## Biographie
Francesco Pignatelli est membre de la famille illustre napolitaine et sicilienne des Pignatelli, qui compte parmi ses membres le pape Innocent XII, son cousin qui régna de 1691 à 1700 et les cardinaux Francesco Maria Pignatelli (1794), Domenico Pignatelli di Belmonte (1802) et Ferdinando Maria Pignatelli. Il est membre de l'ordre des théatins.
Il est nommé archevêque de Tarente en 1683, nonce apostolique en Pologne en 1700 et archevêque de Naples en 1703. Le pape Clément XI le crée cardinal lors du consistoire du 17 décembre 1703 et il participe au conclave de 1721, lors duquel le pape Innocent XIII est élu et le roi d'Espagne présente un véto contre lui. 
Francesco Pignatelli participe aussi aux conclaves de 1724 (pape Benoit XIII) et de 1730 (pape Clément XII). Il devient doyen du Collège des cardinaux en 1726, mais refuse l'archidiocèse  d'Ostie e Velletri, et reste archevêque de Porto e Santa Rufina.

## Succession apostolique
Francesco Pignatelli a ordonné les évêques suivants :
- Évêque Franz Anton Adolph von Wagensperg (1703)
- Évêque Marco Antonio de Rosa (1705)
- Évêque Bartolomeo Gambadoro (1705)
- Évêque Raffaele Maria Filamondo, O.P. (1705)
- Évêque Giovanni Matteo Vitelloni (1707)
- Évêque Nicola Centomani (1707)
- Cardinal Pier Luigi Carafa (1713)
- Archevêque Domenico Invitti (1725)